# Chiesa della Santissima Annunziata (San Miniato)
La chiesa della Santissima Annunziata è un luogo di culto cattolico di San Miniato, in provincia di Pisa, diocesi di San Miniato.

## Storia e descrizione
Fu eretta nel 1522 sul luogo dove sorgeva l'oratorio della trecentesca Compagnia della Santissima Annunziata che, costruita la nuova chiesa, la donò ai frati Agostiniani della Congregazione di Lecceto.
L'edificio, tutto in laterizio, ha una originale struttura a pianta centrale absidata con alto tamburo ottagono che nasconde la cupola. L'interno presenta un aspetto che si deve ai lavori compiuti fra Sei e Settecento a cura della famiglia Roffia. Ampliata l'area absidale, nel 1657, fu costruito il maestoso altare in pietra serena della Gonfolina che fa da cornice ad una Annunciazione tardo trecentesca ad affresco, oggetto di grande venerazione. Sulla cantoria in controfacciata si trova l'organo a canne, costruito tra il 1827 e il 1830 da Filippo II Tronci, non funzionante; la mostra è occultata da una tenda dipinta con Re David citaredo.
Alla sommità della cupola un affresco di Anton Domenico Bamberini celebra l'Incoronazione della Vergine.
In sacrestia, l'altare è ornato da una Madonna col Bambino e i santi Agostino e Monica, attribuibile a Giovanni Brina e databile alla fase giovanile.
A lato della chiesa, resti di un chiostro.

## Altre immagini

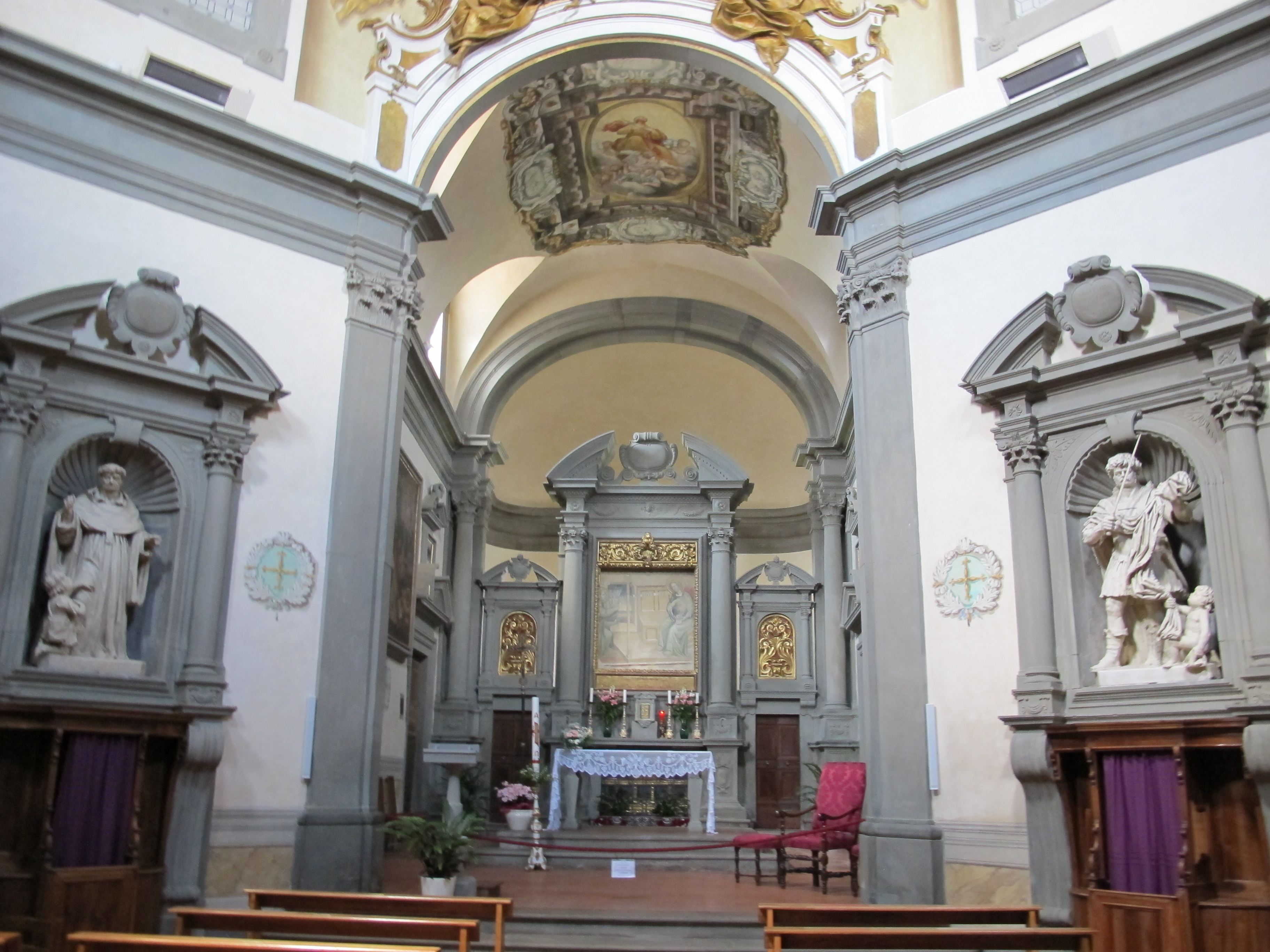
Interno
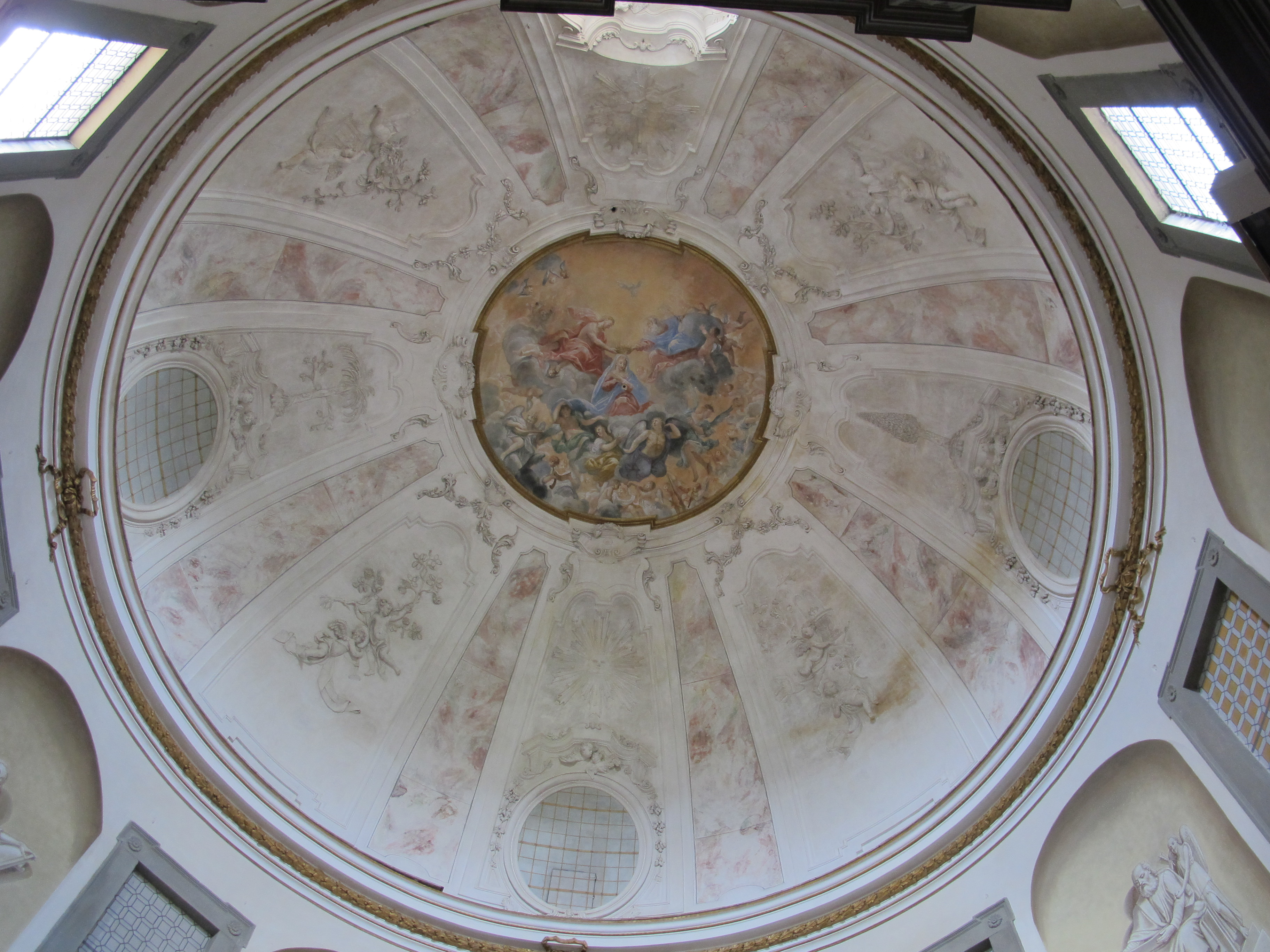
Interno della cupola
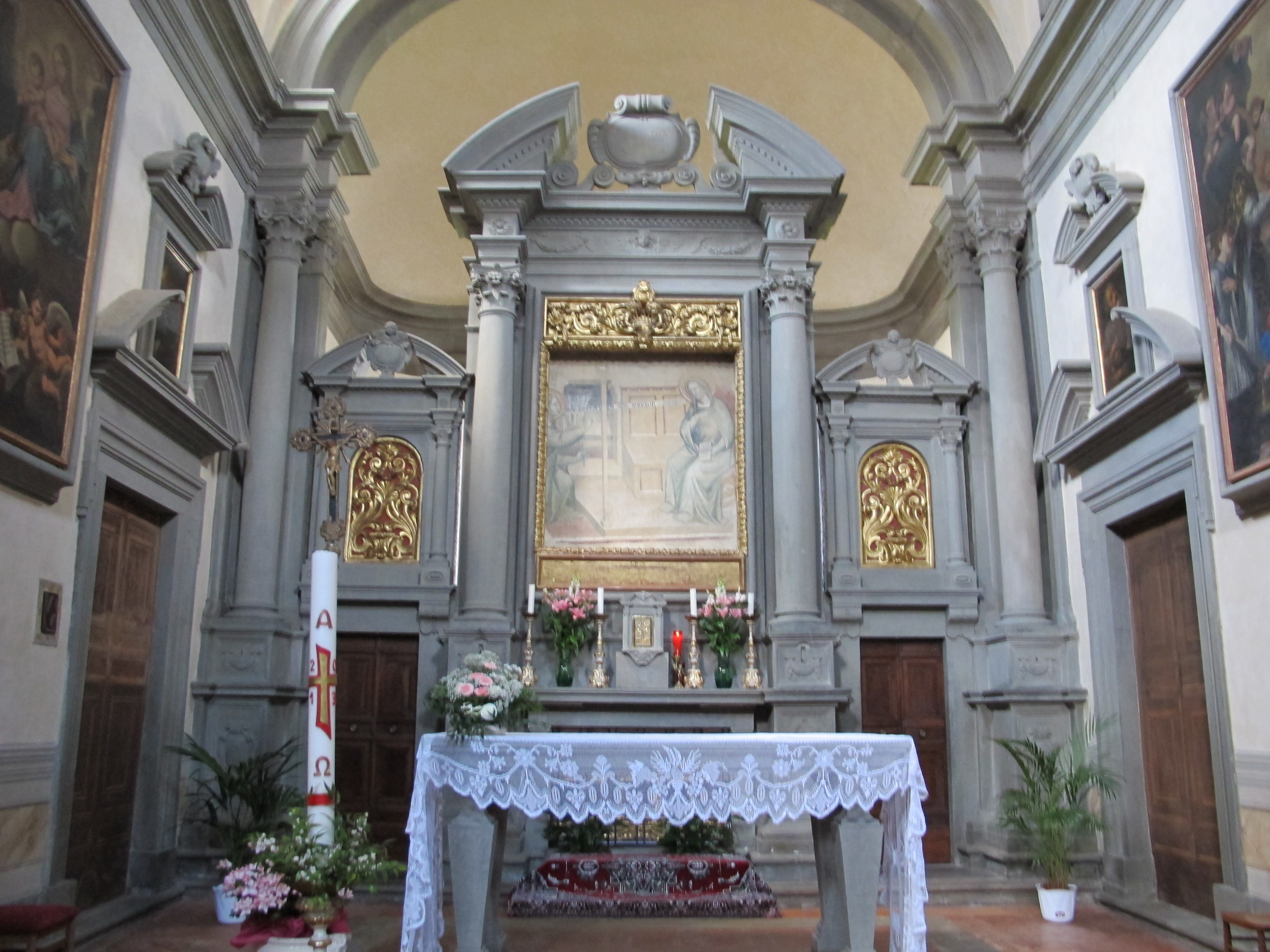
Altare maggiore
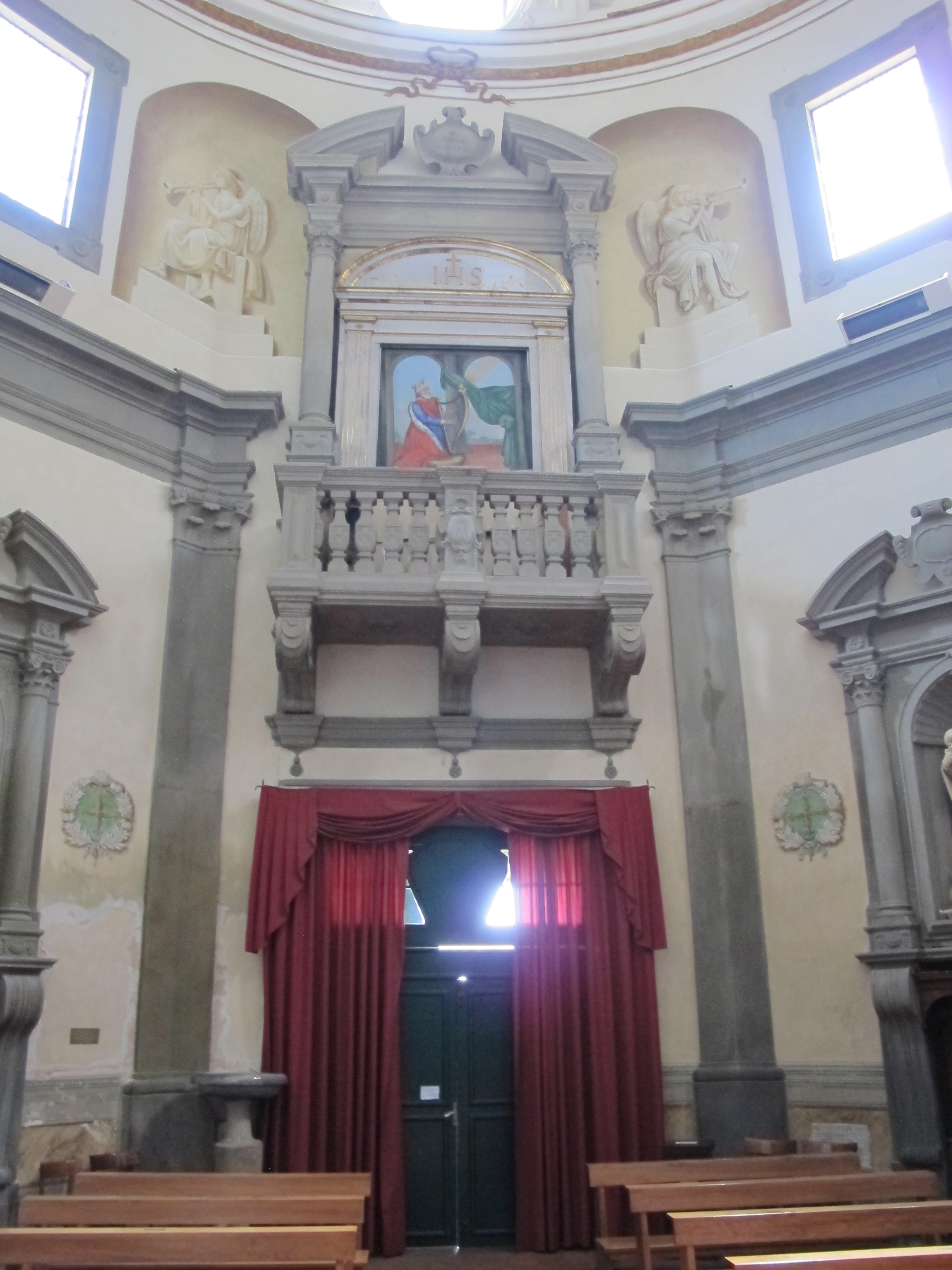
Organo a canne
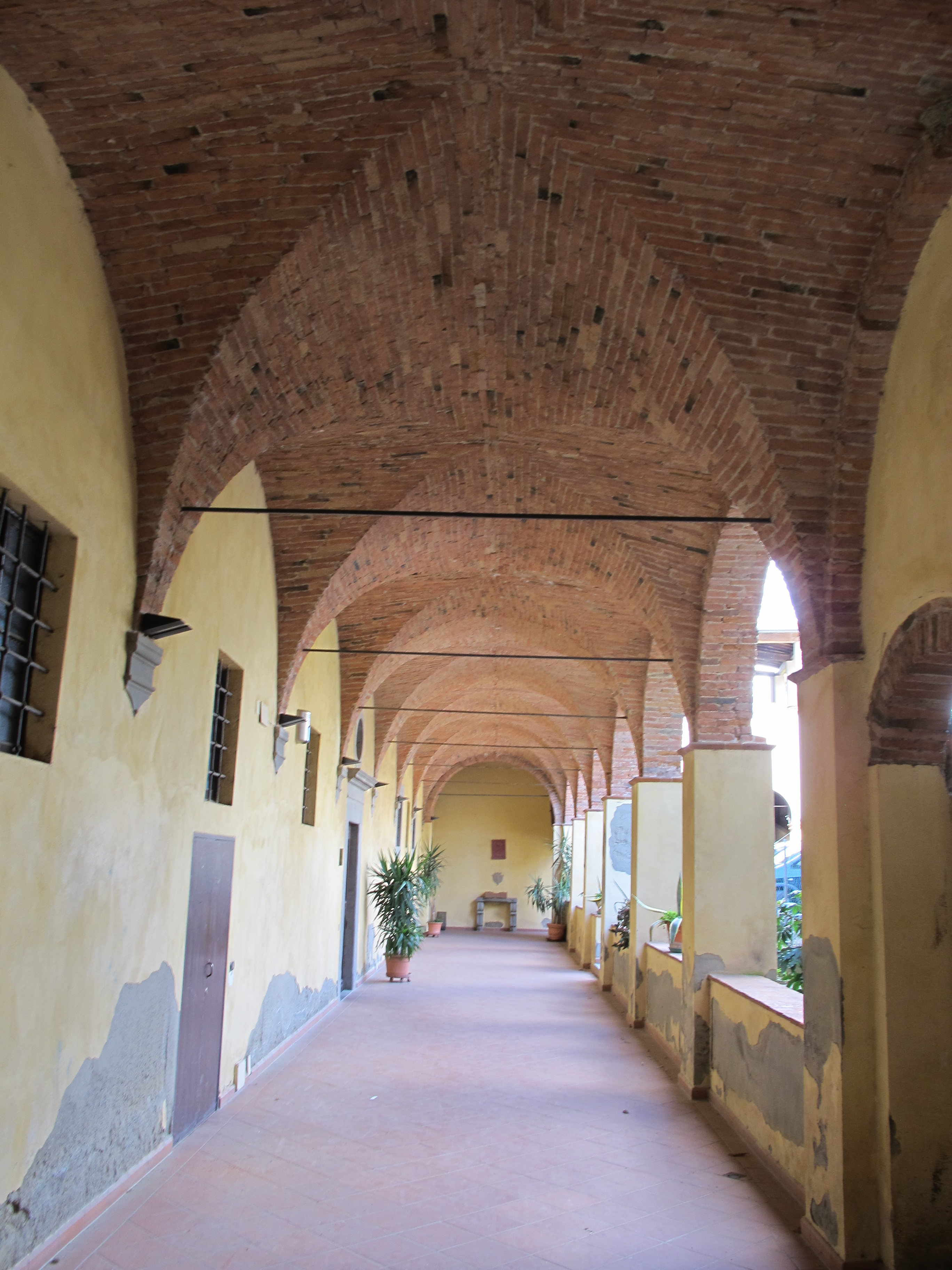
Il chiostro